# 德拉棕櫚島
德拉棕櫚島（阿拉伯语：‎）是位於阿拉伯聯合大公國杜拜海岸的一座人工島嶼，是棕櫚群島的一部分，由Nakheel公司計劃。德拉棕櫚島於2005年動工，但在2007年－2008年環球金融危機爆發後停工至今。